# Olimpiai tölgy
Az olimpiai tölgy egy Szentes belvárosában álló kocsányos tölgy, a város emblematikus fája. A tölgyet csemeteként Lőrincz Márton birkózó 1936. augusztus 9-én kapta emlékül az olimpia szervezőitől, miután győzelmet aratott a kötöttfogású birkózás légsúly versenyszámában. Lőrinc a fát a felkészülését segítő Szentes városnak ajándékozta 1936. augusztus 30-án, amikor az olimpiáról hazaérkezve meglátogatta a várost. A facsemetét 1937. március 29-én ültették el a Vásárhelyi út és a Szent Imre herceg utca elágazásánál, egy leányiskola épülete előtt.
A fa korábbi légi felvételek tanulsága szerint az 1960-as évekre terebélyessé növekedett. A fa az évtizedek alatt szorosan hozzánőtt a városképhez, fényképe rendszeresen tűnik fel a Szentesről szóló kiadványokon. 
2009-ben a Délvilág napilapban megjelent cikk a fát Hitler által adományozott emlékfaként írta le, ami felháborodást váltott ki Szentesen. Az újság szerkesztőségének Szirbik Imre polgármester tiltakozó levelet írt és védelmébe vette a fát. 2012-ben Szentes önkormányzata a év fájának jelölte, ekkor koronája 23 méter magas volt. 2019-ben az önkormányzat Olimpiai bajnok tölgyfája néven HVF-01 számmal helyi védelemben részesítette.
A fa alatt az ültetésről szóló emléktáblát helyeztek el, illetve az ültetés évfordulóin a városi sportolók és diákok megemlékezéseket tartanak. 1997-ben az olimpiai tölgy mellett, ültetésének 60. évfordulóján Polyák Imre is tölgyfát ültetett, így az iskola homlokzata előtt már két olimpiai bajnok birkózó tölgyfája növekszik.